# Manny Charlton
Pour les articles homonymes, voir Charlton.
Manuel Charlton dit Manny Charlton, né le 25 juillet 1941 à La Línea de la Concepción et mort le 5 juillet 2022 à Dallas, est un auteur-compositeur-interprète britannique.

## Biographie
Manny Charlton est né en Espagne durant la Seconde Guerre mondiale dans la ville de La Línea de la Concepción, la ville frontière avec le rocher britannique de Gibraltar.
Sa famille déménage à Dunfermline, quand il est âgé de deux ans. En 1968, il est membre fondateur du groupe de rock Nazareth.  